# Libero Bovio
Libero Bovio (Napoli, 8 giugno 1883 – Napoli, 26 maggio 1942) è stato un poeta, scrittore, drammaturgo e giornalista italiano, autore di testi di molte celebri canzoni in lingua napoletana.
Insieme a Salvatore Di Giacomo, Ernesto Murolo ed E. A. Mario è stato un artefice della cosiddetta epoca d'oro della canzone napoletana.
È anche noto per essere stato il figlio del noto filosofo Giovanni Bovio e il nonno dell'avvocato, giornalista e docente universitario Libero Corso Bovio.

## Biografia
Figlio di Giovanni, originario di Trani, professore di filosofia di idee repubblicane e di Bianca Nicosia, maestra di pianoforte, si appassionò sin da giovane alla musica ed al teatro dialettale. Negli anni della maturità, confesserà che da giovane più la madre gli faceva ascoltare brani di musica classica, più si sentiva calamitato dalle musiche popolari di Salvatore Gambardella. Iniziò a frequentare senza troppa convinzione scuole tecniche che dovette abbandonare alla morte del padre per cercare un impiego. Fu assunto prima in un giornale locale, il Don Marzio, grazie alla rendita corrisposta dalla madre per sovvenzionare il giornale e garantire al figlio il lavoro che amava. Successivamente lavorò al Museo Archeologico Nazionale di Napoli, presso l'Ufficio Esportazioni, dove ebbe l'opportunità di scrivere molto, anche se non smise mai di dedicarsi alle sue vere passioni che rimasero la musica ed il teatro. Il suo talento di scrittore di testi di canzoni napoletane piene di struggente passione amorosa e delicato lirismo si espresse ai massimi livelli quando divenne direttore di case editrici musicali, come La Canzonetta, dal 1917 al 1923 e dall'anno seguente alla Santa Lucia.

### Il successo
Riscosse il suo primo successo nel 1910 con Surdate, musicata da Evemero Nardella, nella quale esaltò le virtù terapeutiche delle canzoni, e grazie alle sue proficue collaborazioni con i musicisti più in voga del momento, intorno al 1915 confezionò canzoni come Tu ca nun chiagne (musica di Ernesto De Curtis), Reginella (musica di Gaetano Lama), Chiove, 'O Paese d' 'o sole e Lacreme napulitane, queste ultime due composte intorno al 1925 e legate al tema dell'emigrazione. Il pessimismo sentimentale di Bovio si espresse anche con due importanti canzoni d'amore, quali L'addio (musica di Nicola Valente) e Chiove (musica di Evemero Nardella). Nel 1934 è la volta di uno dei suoi più grandi successi, Passione, musicata da Ernesto Tagliaferri e Nicola Valente. 
Tra i testi in italiano il più famoso è quello di Signorinella, del 1931, musicata da Valente. In precedenza Bovio aveva scritto i testi di altri successi, come Amor di pastorello (1913), Cara piccina (1917).
Terminato il periodo bellico, sposò, nel 1919 Maria Di Furia che gli darà due figli.

### Il teatro
Fu anche autore di opere teatrali, tra cui Gente nosta, 'O prufessore, 'O Macchiettista e anche di canzoni dai toni più drammatici di quelle che gli avevano dato la fama, come Lacreme napulitane, Carcere, 'E figlie, Zappatore, Guapparia. Nel 1934 fondò una nuova casa editrice musicale, La Bottega dei 4, assieme a Nicola Valente, Ernesto Tagliaferri e Gaetano Lama.

### La morte
Nel 1941 si ammalò e il 26 maggio 1942 morì nella sua casa di via Duomo 45, nel centro storico di Napoli che tanto amò dando lustro alla lingua napoletana ed alla sua tradizione musicale. All'esterno dello stabile oggi c'è una lapide a lui dedicata.

## Repertorio
- Napulitana (1906); Musica: R.Falvo
- Canta pe mme (1909); Musica: E.De Curtis
- Surdate (1910); Musica: E. Nardella
- Serenatella (1911); Musica: V.Medina
- A canzone e Napule (1912); Musica: E.De Curtis
- Canzona e malavita (1912); Musica: E.De Curtis
- Autunno (1913); Musica: E. De Curtis
- Guapparia (1914); Musica (1925): R. Falvo.
- Tu ca nun chiagne (1915);
- All'erta sentinella (1915); Musica: E.De Curtis
- 'A guerra (1915); Musica: E.De Curtis
- Canzone 'e surdate (1915); Musica: Gaetano Lama
- Pupatella (1916); Musica (1916): F. Buongiovanni.
- 'A serenata 'e Pulicenella (1916); Musica (1926): E. Cannio.
- Reginella (1917); Musica (1917): G. Lama.
- Pure cu' me (1919); Musica: G.Lama.
- Brinneso; Musica (1922): N. Valente; Casa Editrice La Canzonetta.
- Silenzio cantatore (1922); Musica (1922): G. Lama.
- Chiove; Musica (1923): E. Nardella.
- Lacreme napulitane (1925); Musica (1926): F. Buongiovanni.
- 'O Marenaro (1925); Musica (1926): F. Albano.
- 'O paese d' 'o sole (1925); Musica (1927): V. D'Annibale.
- 'A vela (1927); Musica (1928): P. Frustaci.
- Tu ca si' mamma (1927); Musica (1928): V. D'Annibale
- Tarantella scugnizza (1928); Musica (1928/9): F. Albano.
- Marcetta 'e campagna (1928); Musica (1929): P. Frustaci.
- 'O meglio amico (1928); Musica (1929): F. Albano.
- Zappatore (1929); Musica (1931): F. Albano.
- 'E figlie (1930); Musica (1931): F. Albano.
- Signorinella (1931); Musica (1932/3): N. Valente.
- Napule de ccanzone (1931); Musica (1947): N. Valente.
- Mamma addò sta? (1931); Musica (1974/5): N. Valente.
- Sciantusella (1932); Musica (1933): N. Valente.
- Carcere (1933); Musica (1934): F. Albano.
- Guappo songh'io (1934); Musica (1935): F. Albano.
- Passione (1934); Musica (1935): N. Valente e E. Tagliaferri.
- Tammurriata d'autunno (1935); Musica (1936): E. Tagliaferri.
- L'ultima tarantella (1936); Musica (1937/8): E. Tagliaferri.[1]